# Juanita Hall
Juanita Hall, nata Juanita Long (Keyport, 6 novembre 1901 – Bay Shore, 28 febbraio 1968), è stata un'attrice e cantante statunitense.
Ha recitato nella produzione originale del musical South Pacific a Broadway nel 1949 e per la sua performance ha vinto il Tony Award alla miglior attrice protagonista in un musical.

## Filmografia parziale
- Paradise in Harlem, regia di Joseph Seiden (1939)
- Miracle in Harlem, regia di Jack Kemp (1948)
- South Pacific, regia di Joshua Logan (1958)
- Fior di loto (Flower Drum Song), regia di Henry Koster (1961)